# Latorvár (település)
Ez a szócikk a romániai településről szól. A bükkaljai várromot lásd Latorvár (Sály) szócikknél.
Latorvár (románul: Lotrioara) falu Romániában, Szeben megyében, a Vöröstoronyi-szorosban.

## Története
Lator várát (A Pallas nagy lexikona szerint Lotárvár, románul: Cetatea Lotrioara vagy Cetatea Lotrului, németül: Lauterburg) először 1407-ben említették Latorwar alakban, majd 1419-ben mint Lotherwaar és Loteruaar. Az erdélyi vajdákhoz tartozó határvár volt az Olt jobb partján álló hegyen, a mai Lazaret mellett. Egykor hozzá tartozott a szoros vámja. Luxemburgi Zsigmond várnagyának megtiltotta, hogy vámot szedjen az erdélyi szászoktól. 1453-ban romokban állt, ezért V. László az addig Fehér vármegyéhez tartozó erősséget a Királyföldhöz csatolta azzal a föltétellel, hogy a szászok kijavítják és gondozzák. Mátyás a vám bevételét 1468-ban és 1473-ban Nagyszebennek adta az átjáró kiszélesítése és karbantartása fejében. A várat a hegy déli oldalában az 1900-as években megnyitott kőbánya az 1930-as évekre eltüntette. A várhegy északi, Erdély felőli oldala még áll, bár a kőbánya (amfibolit) ma is működik.
A 20. század elején a Lotrioara-patakon a nagyszebeni Messing és Lessel cég úsztatta le az általa kitermelt fát.
1956-ban vált ki Bojcából. 2002-ben négy román nemzetiségű lakosa volt, közülük három ortodox, egy baptista vallású.

## Nevezetességei
- Északkeletre, az Olt jobb partján, a folyó és az E81-es út között, a szorosban áll az ún. Törttorony (románul: Turnul Spart vagy Turnul Stricat, németül: Halberturm), az egykori Fekete-torony. A torony romja 17 méter magas, három szintes, vastag falába lőréseket vágtak. Valószínűleg 1501 és 1509 között építették. A szorost elzáró védőfal tartozott hozzá. A 17. század végén pusztulhatott el.

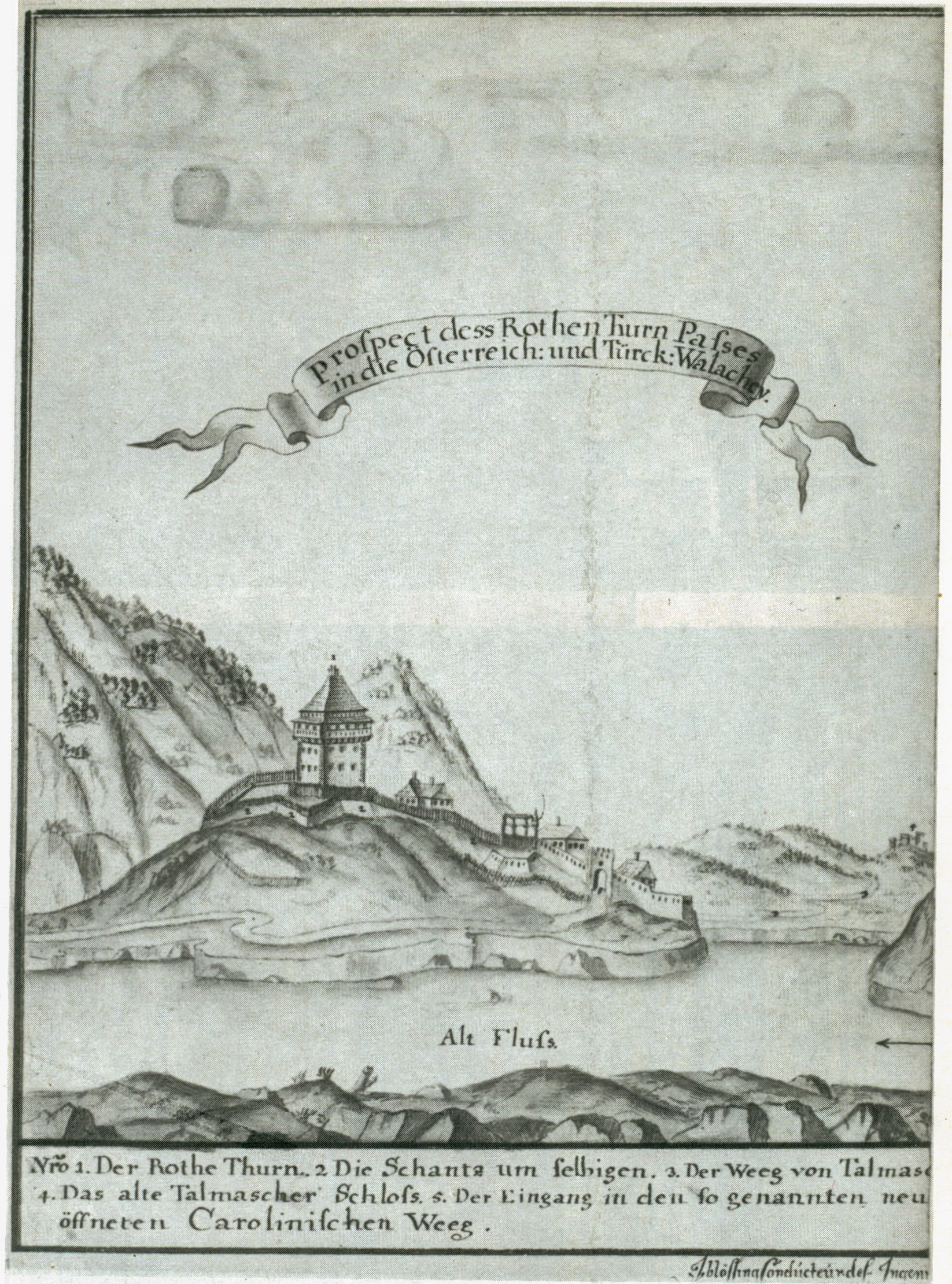
A 14. századi Latorvár az Olt partján. 18. századi rajz

- Épülő vízerőmű az Olton.